# Lista de conflitos envolvendo os Estados Unidos
Esta é uma lista de guerras envolvendo os Estados Unidos desde a Guerra Revolucionária Americana, detalhando todo constituinte de guerras e campanhas militares.

## Guerras do século XVIII
| Conflito | Combatente 1 | Combatente 2 | Resultado |
| --- | --- | --- | --- |
| Guerra Revolucionária Americana (1775–1783) | Estados Unidos · França - Auxiliares Canadenses Espanha · Voluntários da Prússia · Iroqueses - Tribo Oneida - Tuscarora Voluntários da República das Duas Nações · Lenape · Choctaw · | Grã-Bretanha · Lealistas · Mercenários de Hesse · Iroqueses - Onondaga - Mohawk - Cayuga - Seneca Ducado de Brunsvique-Luneburgo · Cherokee | Vitória - Tratado de Paris (1783) - Reino Unido da Grã-Bretanha reconhece a independência dos Estados Unidos - Fim do primeiro Império Britânico.                                                 |
| Guerras das Cherokee-americanos (1776–1795) | Estados Unidos · Choctaw | Cherokee | Vitória |
| Guerra Indígena do Noroeste (1785–1793) | Estados Unidos · Choctaw | Confederação Ocidental Grã-Bretanha - América do Norte Britânica                                                                            | Vitória - Tratado de Greenville (1795) - Retirada britânica - Ocupação americana do noroeste do território.                                                                                       |
| Rebelião de Shays (1786–1787) Localização: Massachusetts                                                                                          | Estados Unidos | Protestadores Antigoverno | Vitória - Problemas com os Artigos da Confederação estimulam a Convenção Constitucional dos EUA                                                                                                   |
| Rebelião do Whiskey (1791–1794) | Estados Unidos | manifestantes fiscais Frontier | Vitória - A resistência armada eliminado. - Evasão fiscal Minor |
| Quase-guerra (1798–1800) Parte da Guerra Revolucionária Francesa Localização: Oceano Atlântico, o Mar do Caribe, o Oceano Índico e o Mediterrâneo | Estados Unidos · Co-beligerante: · Grã-Bretanha | França - Guadeloupe | Indecisivo - Cessação pacífica de aliança franco-americana - Fim de ataques corsário francês sobre o transporte americano - Neutralidade e da renúncia de reclamações americanas contra a França. |

## Guerras do século XX
| Conflito                                                          | Combatente 1 | Combatente 2 | Resultado |
| ----------------------------------------------------------------- | --- | --- | --- |
| Guerra de Fronteira (1910-1919)                                   | Estados Unidos | Villistas | Mexicano carrancista / Vitória americana sobre rebeldes Villista - Ocupação de Veracruz - Militar americana é condenada a retirar do território mexicano, depois da derrota na Batalha de Carrizal - Geral John J. Pershing reconhece o fracasso do exército americano para atender aos objetivos de sua campanha durante a Expedição Pancho Villa - Muro na fronteira Permanente estabeleceu ao longo da fronteira de Nogales, Sonora, e Nogales, Arizona, após a Batalha de Ambos Nogales - Batalhas entre forças mexicanas e americanas cessou em 1919, após a vitória americana/carrancista na Batalha de Ciudad Juárez sobre o villistas - Pancho Villa obtém perdão do governo mexicano. |
| Ocupação da Nicarágua pelos Estados Unidos (1912–1933)            | Estados Unidos · Nicarágua | Liberais Nicaraguanos · Império Alemão | Vitória - Nicarágua ocupada até 1933. - Grande Depressão marcada retirada dos Estados Unidos em 1933. - Mudança de regime na Nicarágua. |
| Ocupação do Haiti pelos Estados Unidos (1915–1934)                | Estados Unidos | Haiti | Vitória - Haiti ocupado |
| Ocupação da República Dominicana pelos Estados Unidos (1916-1924) | Estados Unidos | República Dominicana · Império Alemão | Vitória - República Dominicana ocupada |
| Primeira Guerra Mundial (1917–1918)                               | França · Reino Unido · Rússia · Estados Unidos · República da China · Reino de Itália · Japão · Canadá · Austrália · Nova Zelândia · Índia britânica · Reino da Sérvia · Reino da Romênia · Bélgica · Reino da Grécia · Portugal · Brasil · Haiti                                                                                 | Império Alemão · Áustria-Hungria · Império Otomano · Reino da Bulgária                                                                              | Vitória - Fim do Império Alemão, Império Russo, Império Otomano e austro-húngaro impérios - Formação de novos países na Europa e no Oriente Médio - Transferência de colônias alemãs e regiões do antigo Império Otomano a outros poderes - Criação do Liga das Nações |
| Guerra Civil Russa (1918–1920)                                    | Movimento Branco · Reino Unido · Estados Unidos · Índia britânica · Japão · Tchecoslováquia · Reino da Grécia · Polônia · França · Reino da Romênia · Reino da Sérvia · Reino de Itália · República da China | Rússia soviética · República do Extremo Oriente | Derrota - Retirada Aliada da Rússia - Vitória dos bolcheviques sobre Exército Branco |
| Guerra de independência turca (1919–1923)                         | Reino Unido · Grécia · Reino da Itália · Armênia · França · Geórgia · Estados Unidos | Turquia · Rússia soviética | Derrota |
| Segunda Guerra Mundial (1941–1945)                                | União Soviética · Estados Unidos · Reino Unido · República da China · Polônia · Canadá · Austrália · Nova Zelândia · Índia britânica · Mongólia · Iugoslávia · Reino da Grécia · Dinamarca · Noruega · Holanda · Filipinas · Bélgica · Luxemburgo · Tchecoslováquia · Brasil · México · Etiópia · Viet Minh · El Salvador · Haiti | Alemanha Nazista · França de Vichy · Japão · Reino de Itália · Hungria · Romênia · Bulgária · Finlândia · Tailândia · Mengjiang · Croácia · Albânia | Vitória - O colapso do Terceiro Reich - Derrota e dissolução de França de Vichy - Falha do Império Japonês e Império Italiano - Criação das Nações Unidas - Surgimento dos Estados Unidos e da União Soviética como superpotências - Vitória do Brasil e Estados Unidos no monte castello - Início da Guerra Fria |
| Primeira Guerra da Indochina (1946–1954)                          | França · Estado do Vietnã · Camboja · Reino do Laos · Estados Unidos | Viet Minh Pathet Lao | Derrota - Conferência de Genebra; Francês Indochina particionado em quatro países. |
| Guerra da Coreia (1950–1953)                                      | Coreia do Sul · Estados Unidos · Reino Unido · Austrália · Bélgica · Canadá · Filipinas · Colômbia · Império Etíope · Reino da Grécia · Luxemburgo · Holanda · Nova Zelândia · Tailândia · Turquia · Guatemala | Coreia do Norte · China · União Soviética | Cessar-fogo - Cessar-fogo armistício - Invasão norte-coreana da Coreia do Sul repelida - ONU invasão norte-coreana repelida - Invasão Chinesa-Norte-coreana-Soviética da Coreia do Sul repelida - Zona desmilitarizada estabelecida, com limite territorial no Paralelo 38 N. |
| Guerra Civil do Laos (1953–1975)                                  | Reino do Laos · Vietnã do Sul · Tailândia · Estados Unidos · Taiwan | Pathet Lao · Vietnã do Norte · China · União Soviética                                                                                              | Derrota - Vitória do Pathet Lao e o estabelecimento da República Democrática Popular do Laos. |
| Crise do Líbano de 1958 (1958)                                    | Líbano · Estados Unidos | Lebanese Opposition: - PCL - PSP | Vitória |
| Guerra do Vietnã (1965–1973)                                      | Estados Unidos · Vietnã do Sul · Coreia do Sul · Austrália · Nova Zelândia · Tailândia · República Khmer · Reino do Laos | Vietnã do Norte · Viet Cong · Khmer Vermelho · Pathet Lao                                                                                           | Derrota - Vitória do Vietnã do Norte - Retirada das forças norte-americanas da Indochina. - Dissolução do Vietnã do Sul. - Governos comunistas tomaram o poder em Governo Provisório Revolucionário da República do Vietnã do Sul, Camboja e Laos. - Vietnã do Sul é anexado pelo Vietnã do Norte |
| Invasão da Baía dos Porcos (1961)                                 | Estados Unidos | Cuba | Derrota - Invasão americana reprimida. - Falha do assassinato de Fidel Castro |
| Segunda Ocupação da República Dominicana (1965–1966)              | Estados Unidos · Brasil · Honduras · Paraguai · Nicarágua | República Dominicana | Vitória - Juan Bosch excluído da Presidência, eleição de Joaquín Balaguer. |
| Guerra Civil do Camboja (1967–1975)                               | Reino do Camboja · República Khmer · Estados Unidos · Vietnã do Sul | Khmer Vermelho · Khmer Việt Minh · Vietnã do Norte · Viet Cong                                                                                      | Derrota - Vitória de Khmer Vermelho; criação da Kampuchea Democrática. |
| Conflito Hmong (1975–2007)                                        | Hmong Estados Unidos | Vietnã · Laos | Derrota - Insurreição debelada. |
| Guerra cambojana-vietnamita (1977–1991)                           | Khmer Vermelho · CGDK · Tailândia · Estados Unidos | Vietnã · FUNSK | Derrota - Khmer Vermelho removido do poder. |
| Força Multinacional no Líbano (1982-1984)                         | Itália · Estados Unidos · França · Reino Unido | Organização de Libertação da Palestina | Vitória - Forças multinacionais supervisiona a retirada da Organização de Libertação da Palestina. |
| Invasão de Granada (1983)                                         | Estados Unidos | Granada · Cuba | Vitória - Ditador do navio Militar Hudson Austin deposto - Derrota de Cubana militar presença - Restauração Constitucional Governamental |
| Invasão do Panamá pelos Estados Unidos em 1989 (1989–1990)        | Estados Unidos | Panamá | Vitória - Ditador Manuel Noriega deposto. |
| Guerra do Golfo (1990–1991)                                       | Kuwait · Estados Unidos · Reino Unido · Arábia Saudita · França · Canadá · Egito · Síria · Qatar · Bahrain · Emirados Árabes Unidos · Omã · Bangladesh | Iraque | Vitória - Retirada do Iraque no Kuwait; Emir Jaber III restaurado - Sanções contra o Iraque |
| Zonas de exclusão aérea no Iraque (1991–2003)                     | Estados Unidos · Reino Unido · França · Austrália · Bélgica · Holanda · Arábia Saudita · Turquia | Iraque | Vitória |
| Guerra Civil da Somália (1992–1995)                               | Estados Unidos · Reino Unido · Espanha · Arábia Saudita · Malásia · Paquistão · Itália · Índia · Grécia · Alemanha · França · Canadá · Botsuana · Bélgica · Austrália | Somália | Vitória - Mandato humanitário da ONU cumprida. - Cerca de 100.000 vidas foram salvas por resistência fora. - guerra Civil está em curso. |
| Operação Uphold Democracy (1994–1995)                             | Estados Unidos · Polônia · Argentina | Haiti | Vitória - Reposição de Jean-Bertrand Aristide como presidente do Haiti. |
| Guerra da Bósnia (1994–1995)                                      | Bósnia e Herzegovina Croácia Estados Unidos · Bélgica · Canadá · Dinamarca · França · Alemanha · Itália · Luxemburgo · Holanda · Noruega · Portugal · Espanha · Turquia · Reino Unido | Iugoslávia · Exército Popular da Iugoslávia · República Srpska · Jugoslávia · Província Autónoma da Bósnia Ocidental                                | Empate - Acordo de Dayton - Partição Interno da Bósnia e Herzegovina de acordo com o Acordo de Dayton - Implantação de OTAN - levou IFOR para supervisionar o acordo de paz - Vítimas civis maciças para o Bósnia grupo étnico |
| Guerra do Kosovo (1998–1999)                                      | Exército de Libertação do Kosovo · Forças Armadas da República do Kosovo · Albânia · Croácia · Estados Unidos · Bélgica · Canadá · República Tcheca · Dinamarca · França · Alemanha · Hungria · Itália · Luxemburgo · Holanda · Noruega · Portugal · Polônia · Espanha · Turquia · Reino Unido                                    | Jugoslávia | Vitória - Tratado de Kumanovo - Forças de segurança Iugoslávia retirar de Kosovo. |

## Guerras do século XXI
| Conflito | Combatente 1 | Combatente 2 | Resultado |
| --- | --- | --- | --- |
| Guerra do Afeganistão (2001–2022) Parte da Guerra ao Terror e Guerra Civil do Afeganistão                                                                                   | Estados Unidos · Afeganistão · Força Internacional de Assistência para Segurança · Reino Unido · Alemanha · Dinamarca · Itália · França · Canada · Austrália · Nova Zelândia · El Salvador · Armênia · Geórgia · Noruega · Suécia · Polônia · Estônia · Romênia · Turquia · Bulgária · Hungria · Luxemburgo · Portugal · Áustria · Jordânia · Albânia · Islândia · Aliança do Norte | Talibã Al-Qaeda Mujahideen | Continua - Derrota do governo Taliban do Afeganistão (2001) - Destruição dos Acampamentos da al-Qaeda - Assassinato de Osama bin Laden - Estabelecimento de novo governo afegão - Criação de novo Exército Nacional Afegão - Retorno de mais de 5,7 milhões refugiados afegãos do Paquistão e Irã - Retirada de tropas americanas do Afeganistão. - As tropas da OTAN lançam um apoio operação para treinar e auxiliar forças afegãs - Talibã retoma o poder em Agosto de 2021                                                                |
| Guerra do Iraque (2003–2011) Parte da Guerra ao Terror e Insurgência iraquiana                                                                                              | Estados Unidos · Iraque · Reino Unido · Coreia do Sul · Itália · Polônia · Austrália · Geórgia · Ucrânia · Estônia · Holanda · Espanha · Dinamarca | Lealistas do Partido Baath Estado Islâmico do Iraque Al-Qaeda Exército Mahdi Exécito Islâmico do Iraque Ansar al-Sunnah Iraque Baathista                                                                              | Vitória - Estabelecimento de eleições democráticas e formação de novo governo liderado por xiitas - EUA-Iraque Estatuto das Forças Acordo - Retirada das tropas americanas do Iraque - Insurgência iraquiana após a retirada dos Estados Unidos e spillover com Guerra Civil Síria - Surgimento de Estado Islâmico da Síria e do Levante - Regresso das forças norte-americanas no Iraque no Verão de 2014 - Israel + USA assassinato do Diplomata Brasileiro Sergio Vieira de Mello, Alto comissario das Naçoes Unidas para a paz no Iraque. |
| Guerra no Noroeste do Paquistão (2004–presente) Part of the Guerra ao Terror                                                                                                | Estados Unidos · ---- Paquistão | Tehrik-i-Taliban Pakistan · Al-Qaeda · Lashkar-e-Jhangvi · Lashkar-e-Islam · Movimento Islâmico do Uzbequistão · Movimento Islâmico do Turquestão Oriental · Tehreek-e-Shariat Estado Islâmico do Iraque e do Levante | Continua - Contínuo insurreição - Ataques de drones sendo realizada por militares e da CIA - Grande parte da FATA sob controle Talibã. - Público Shifting apoio para o governo paquistanes - Assassinato de Osama bin Laden - Vários grupos insurgente continuam a lutar fiéis ao EIIL. |
| Rebelião da Al-Qaeda no Iémen (2010–presente) Parte da Guerra ao Terror | Iémen · Estados Unidos | Al-Qaeda na Península Arábica · al-Shabaab · Ansar al-Sharia Estado Islâmico do Iraque e do Levante | Continua - Ataques de drones dos EUA. - Oito iemenitas cativos foram libertados, e dois reféns americanos foram mortos durante resgate de reféns. - Dezenas de ISIL soldados movem-se no Iêmen. |
| Intervenção militar na Líbia em 2011 (2011) Parte da Guerra Civil Líbia (2011)                                                                                              | Qatar · Estados Unidos · Bulgária · Bélgica · Canadá · Dinamarca · França · Grécia · Itália · Holanda · Noruega · Romênia · Espanha · Turquia · Reino Unido · Suécia · Jordânia · Emirados Árabes Unidos | Líbia | Vitória - Derrubada de Gaddafi governo Assunção de controle provisória por Conselho Nacional Transitório (CNT) - Diplomático reconhecimento de CNT como governante único autoridade para a Líbia por 105 países, ONU, UE, AL e da UA - Pós-guerra civil violência na Líbia |
| Guerra contra o Estado Islâmico (2014–presente) Parte da Guerra Civil Iraquiana (2011–presente), Guerra Civil Líbia (2014-presente), Guerra Civil Síria, e Guerra ao Terror | Estados Unidos · França · Jordânia · Marrocos · Reino Unido · Iraque · Oposição Síria · Egito · Líbia · Austrália · Bélgica · Canadá · Dinamarca · Alemanha · Itália · Holanda · Nova Zelândia · Espanha · Turquia · Portugal · Noruega · Bahrain · Arábia Saudita · Emirados Árabes Unidos · Qatar · ---- Irã Hezbollah                                                            | Estado Islâmico do Iraque e do Levante Frente al-Nusra Khorasan Ahrar ash-Sham | Continua - Ataques aéreos sobre ISIL e al-Qaeda afiliados posições no Iraque e na Síria. |